# Акжарское восточное нефтяное месторождение
Акжа́рское Восточное нефтяное месторожде́ние (Акжа́р Восточный, каз. Шығыс Ақжар: ақжар — «белый обрыв») — нефтяное месторождение Казахстана, расположено в Байганинском районе Актюбинской области, в 40 км северо-восточнее от посёлка Жаркамыс и в 71 км от нефтепровода Кенкияк — Орск. Относится к Восточному борту Прикаспийской впадины.
Подготовка и детализация структуры была произведена с помощью сейсмической разведки в 1980—1984 гг. Поисковое бурение месторождения начато в 1985 году, разведочное — в 1990 году, открыто в 1989 году. В 2015 году у ТОО «Аман Мунай» истекает срок контракта на разведку нефти и газа на месторождении Акжар Восточный.

## Характеристика месторождения
Структура месторождения — брахиантиклинальная складка асимметричного строения, выделяется по кровле ассельско-артинских отложений нижней перми. Структура простирается в северо-восточном направлении, имеет два локальных поднятия размерами 31x9 км и амплитудой 300—350 м. Продуктивными являются отложения артинского яруса нижней перми, в интервале глубин от 4870 до 5060 м. Нефтяная залежь — пластовая, тектонически экранированная, с ВНК на отметке 4912 м. Коллектор смешанного, теригенного характера, с открытой пористостью 13,3 %. Покрышками являются соленосные отложения иреньской свиты кунгурского яруса толщиной более 100 м. Площадь нефтяной области — 8,9 км2, высота нефтяной залежи — 325 м, нефтенасыщенная толщина — 59,4 м, коэффициент нефтенасыщенности — 0,654.
Дебит нефти — 696,4 м3/сут при штуцере 25,5 мм.
Нефть лёгкая, плотность — 826—831 кт/м3, вязкость — 9,47 Сет, малосернистая, парафинистая, с низким содержанием смол и асфальтенов.